# Десалинизација
Одсољавање воде или десалинизација је поступак смањења (уклањања) минерала из воде (обично морске воде) за добијање питке воде, технолошке воде (нпр. напојне воде) или воде за наводњавање, те добијање соли као додатне материје. Крајеви уз море и острва често имају велике потешкоће са допремањем питке и технолошке воде, па се због тога све чешће јављају сталне или повремене несташице воде и све последице које из тога произлазе.
Одсољавање океанске воде често је на Блиском истоку, Карибима, у САД-у, северној Африци, Шпанији, Аустралији и Кини. Кувајт користи одсољену воду за пољопривреду. Одсољавање воде се користи и на бродовима и подморницама, те на неким острвима. Саудијска Арабија производи 24% овако произведене питке воде у свету. Највеће светско постројење Џебел Али Десалинејшн Плент у Уједињеним Арапским Емиратима производи 300 милиона кубних метара воде годишње. Предности су велика доступност сировине (морска вода), док је недостатак да је одсољавање воде тренутно врло скупо у поређењу с другим изворима слатке воде, јер захтева велики утрошак енергије и скупу опрему.

## Укупна растворена материја
Укупнa растворена материја или ТДС (енгл. Total Dissolved Solids) је израз који се користи како би се описале неорганске соли и мале количине органске материје, које су присутне и растворене у води. Мерна јединица је милиграм по литру (mg/L). Главнину соли чине катјон и калцијума, магнезијума, натријума и калијума, те анјони карбоната, хидрогенкарбоната, хлорида, сулфата и нитрата. Растворене супстанце у води могу утицати на њен укус. На основу измерених вредности оцењује се укусност воде за пиће.
| Укусност воде | Укупне растворене материје или ТДС (mg/l) |
| ------------- | ----------------------------------------- |
| Одлична       | <300                                      |
| Добра         | 300-600                                   |
| Довољна       | 600-900                                   |
| Лоша          | 900-1200                                  |
| Неприхватљива | >1200                                     |

## Прерада питке воде одсољавањем
Прерада питке воде одсољавањем има следеће кораке:
- прва анализа воде;
- предобрада: флокулација, филтрација, дозирање;
- одсољавање воде или десалинизација;
- накнадна обрада: хлорисањеи корекција pH вредности.